# Gammelsätertjärnen, Dalarna
Gammelsätertjärnen är en sjö i Älvdalens kommun i Dalarna och ingår i Dalälvens huvudavrinningsområde.